# Humphrey Hose
Humphrey Hose (Willemstad, 4 maggio 1947) è un ex tennista olandese, originario di Curaçao, che ha rappresentato il Venezuela in Coppa Davis.

## Biografia
Cresciuto a Curaçao si è trasferito in Venezuela nel 1965 iniziando a rappresentare il paese adottivo, nel periodo del college ha frequentato l'University of Corpus Christi in Texas. Una volta terminata la carriera agonistica nel 1980 si è trasferito a vivere ad Aruba.

## Carriera
Nel circuito principale ha raggiunto due finali nel doppio maschile vincendone una, il Pennsylvania Lawn Tennis Championship nel 1974, nei tornei dello Slam è avanzato fino al terzo turno degli US Open 1974 in coppia con Roy Barth.
Ha fatto parte della squadra venezuelana di Coppa Davis dal 1966 al 1980 vincendo diciassette incontri e perdendone ventisei.

## Statistiche

### Doppio

#### Vittorie (1)
| Numero | Anno           | Torneo                                        | Superficie | Compagno  | Avversari in finale       | Punteggio |
| 1.     | 25 agosto 1974 | Pennsylvania Lawn Tennis Championship, Merion | Erba       | Roy Barth | Mike Machette Fred McNair | 7-6, 6-2  |

#### Finali perse (1)
| Numero | Anno | Torneo                         | Superficie  | Compagno    | Avversari in finale      | Punteggio |
| 1.     | 1972 | Cincinnati Masters, Cincinnati | Terra rossa | Paul Gerken | Bob Hewitt Frew McMillan | 6–7, 4–6  |